# 優木加奈
優木加奈（日语：／ Yūki Kana，1987年3月10日—）是日本女性聲優，神奈川縣出身。隸屬VIMS。

## 出演作品
※粗體字為主要角色

### 電視動畫
2013年
- 蒼藍鋼鐵戰艦 -ARS NOVA-（學生D）
- 黑色嘉年華（八莉的母親）
- 現視研 二代目（澤渡）

2014年
- 極黑的布倫希爾德（柏木）
- 請問您今天要來點兔子嗎？（女孩B）
- 精靈使的劍舞（琳絲蕾·勞倫弗洛斯特[2]）
- 狼少女和黑王子（女學生、女大學生、蕾的母親）
- 愛·天地無用！（蜂子）

2015年
- 四月是你的謊言（女學生）

2016年
- 偶像學園STARS！（桂美紀）
- 少年女僕（佐倉リカ）
- 競女!!!!!!!!（糸枝舞）
- 少女編號（女性聲優A、女性、情侶女）

2017年
- 怪怪守護神（村月咲美）
- 黑色五葉草（諾艾兒·西爾法[3]）
- 國王遊戲 The Animation（南理奈）
- 網路勝利組（奈緒）

2018年
- 賽馬娘 Pretty Derby（超級溪流）
- 遙的接球（大空遙）

2019年
- 八月的棒球甜心（月島結衣）
- 香蕉喵 不可思議的夥伴們（旁白）
- 碧藍航線（約克城、雪風）

2020年
- 賽馬娘四格（超級溪流）
- 闇影詩章（亞里莎）

2021年
- Hortensia SAGA 蒼之騎士團（巴爾戴布隆〈幼少期〉）
- 碧藍航線 微速前進！（雪風）
- 緋紅結繫（信徒）
- 前輩有夠煩（母親）

2022年
- Extreme Hearts（前原純華[4]）
- 彼得·格里爾的賢者時間 Super Extra（芙爾塔莉亞·艾德里耶爾）

2023年
- 不當哥哥了！（櫻花朝日[5]）

2024年
- 最強肉盾的迷宮攻略～擁有稀少技能體力9999的肉盾，被勇者隊伍辭退了～（莉莉[6]）

2025年
- 青春特調蜂蜜檸檬蘇打（美穗）
- 賽馬娘 灰髮灰姑娘（超級溪流[7]）
- 異世界小白玩家 －用 HP1 展開最強最快的迷宮攻略－（夏綠蒂·R·布朗尼亞[8]）

### OVA
- TUBU★DOLL（田名美月）

### 劇場動畫
2023年
- 黑色五葉草：魔法帝之劍（諾艾兒·西爾法[9]）

### 遊戲
- 天空艦隊（システン、レッカ、パルム、ジフィラ、ミーリャ）
- IDOL-RISM（神樂柚希[10]）
- 戀戰!!童話公主（賣火柴少女）
- 戀戰!!時空戰姬（ウルズ）
- こえぷら（五十嵐響香）
- 大聯盟新星（藥学士プローモ、ウサツキ・イノ）
- 精靈使的劍舞 DayDreamDuel（琳絲蕾·勞倫弗洛斯特）
- 嫁コレ（琳絲蕾·勞倫弗洛斯特）
- 闇影詩章（亞里莎）
- 戰艦少女R（百眼巨人、愛宕）
- 蒼之騎士團（專屬聲援隊長 愛麗娜）
- 碧藍航線（雪風、約克城）
- 聖火降魔錄 英雄雲集 (妮諾、卡達麗娜)
- 闪耀幻想曲（大空遥）
- 天華百劍-斬-（水神切兼光）
- 實況野球2020【パワプロ2020】 ( ラミイ 拉米 )
- 賽馬娘 Pretty Derby（超級溪流）
- 守望傳說（被詛咒的卡瑪爾）
- 少女前線(Stevens 520)
- 天月麻雀(妲己)

### 廣播
- かな坊・べあ～のどんとこいラジオ♪[11]
- TUBU★DOLL ユメカナラジオ！

#### 廣播劇
- VOMIC／暗殺教室（速水凛香）

### 廣播劇CD
- 今天開始靠蘿莉吃軟飯！（二條藤花）

### 宣傳映像
- 失敗禁止！美少女的祕密不側漏！（MF文庫J、真崎政宗著、SAYORI繪、尖端出版代理、朱海翔翻譯）[12]

### 音樂CD
| 發售日  | 專輯名                                                    | 名義                                                                                       | 樂曲                                                                   | 商業搭配                       |
| 2014年  | 2014年                                                    | 2014年                                                                                     | 2014年                                                                 | 2014年                         |
| ------- | --------------------------------------------------------- | ------------------------------------------------------------------------------------------ | ---------------------------------------------------------------------- | ------------------------------ |
| 7月23日 |                                                           | （木戶衣吹、優木加奈、石上静香、大西沙織、加隈亞衣）                                       | 「」                                                                   | 電視動畫《精靈使的劍舞》片尾曲 |
| 7月23日 |                                                           | （木戶衣吹、優木加奈、石上静香、大西沙織、加隈亞衣）                                       | 「」                                                                   | 電視動畫《精靈使的劍舞》形象曲 |
| 10月8日 | 精靈使的劍舞 BD・DVD第1卷特典CD                           | （木戶衣吹、優木加奈、石上靜香、大西沙織、加隈亞衣）                                       | 「刻印讃歌」                                                           | 電視動畫《精靈使的劍舞》角色歌 |
| 2015年  |                                                           |                                                                                            |                                                                        |                                |
| 1月7日  | 精靈使的劍舞 BD・DVD第4卷特典CD                           | 琳絲蕾·勞倫弗洛斯特（優木加奈）                                                            | 「Freezing Elegance」 「Holy Domain（琳絲蕾·勞倫弗洛斯特 Solo ver.）」 | 電視動畫《精靈使的劍舞》角色歌 |
| 2018年  |                                                           |                                                                                            |                                                                        |                                |
| 8月22日 | 電視動畫「遙的接球」OP「 FLY two BLUE 」 Single, Maxi     | 大空遙（優木加奈）、比嘉彼方(宮下早紀)                                                     | 「FLY two BLUE」                                                       | 電視動畫「遙的接球」OP         |
| 8月22日 | 電視動畫「遙的接球」ED「 Wish me luck!!!! 」 Single, Maxi | 大空遙（優木加奈）、比嘉彼方(宮下早紀)、托馬斯·紅愛（種崎敦美）、托馬斯·惠美理（末柄里惠） | 「 Wish me luck!!!! 」                                                 | 電視動畫「遙的接球」ED         |

## 腳注
1. ↑  .   [2014-01-31]. （原始内容存档于2019-05-18）.
2. ↑  . TVアニメ『精霊使いの剣舞』公式サイト.   [2014-03-22]. （原始内容存档于2018-12-16）.
3. ↑  . TVアニメ『ブラッククローバー』公式サイト.   [2017-08-07]. （原始内容存档于2017-08-07）.
4. ↑  . Comic Natalie. 2022-02-10  [2022-02-10]. （原始内容存档于2022-03-20） （日语）.
5. ↑  . Comic Natalie. 2022-12-05  [2022-12-05]. （原始内容存档于2022-12-08） （日语）.
6. ↑  . Comic Natalie. 2023-12-01  [2023-12-01]. （原始内容存档于2023-12-01） （日语）.
7. ↑  . Comic Natalie. 2025-05-11  [2025-05-11] （日语）.
8. ↑  . Comic Natalie. 2025-05-21  [2025-05-21] （日语）.
9. ↑  . Comic Natalie. 2022-10-06  [2022-10-06]. （原始内容存档于2022-10-06） （日语）.
10. ↑  . アイドリズム.   [2014-02-28]. （原始内容存档于2015-03-12）.
11. ↑  HOBiRECORDS presects かな坊・べあ～のどんとこいラジオ♪ （页面存档备份，存于）2014年1月31日閲覧
12. ↑  第8回MF文庫Jライトノベル新人賞企画 （页面存档备份，存于）2014年1月31日閲覧

## 外部連結
- 事務所公開簡歷 （页面存档备份，存于）（日語）